# Peter Kretschmer
Peter Kretschmer (Schwerin, 15 febbraio 1992) è un canoista tedesco.

## Palmarès
- Olimpiadi

Londra 2012: oro nel C2 1000m.
- Mondiali

Szeged 2011: bronzo nel C2 500m.
Duisburg 2013: oro nel C4 1000m.
Račice 2017: oro nel C2 1000m.
Montemor-o-Velho 2018: oro nel C2 1000m.
- Europei

Belgrado 2018: oro nel C2 1000m.